# Laurasiatheria
Laurasiatheria са надразред плацентни бозайници, произхождащи от древния супер континент Лавразия, разделил се преди 200 милиона години на Лаврентия и Евразия.

## Разреди
- Insectivora (Eulipotyphla) – Насекомоядни
  - Erinaceomorpha – Таралежоподобни
  - Soricomorpha – Земеровкоподобни
- Membranoptera
  - Chiroptera – Прилепи
- Ungulata – Копитни
  - Perissodactyla – Нечифтнокопитни
  - Cetartiodactyla – Чифтнокоптини
    - Cetacea – Китоподобни
    - Artiodactyla – Чифтокопитни
- Ferae – Хищници и люспеници
  - Pholidota – Люспеници
  - Carnivora – Хищници